# Marie-Josèphe Zani-Fé Touam-Bona
Marie-Josèphe Zani-Fé Touam-Bona (nhũ danh Valangadede, trước đây là Franck; 12 tháng 9 năm 1933 - 7 tháng 12 năm 2001) là một chính trị gia tại Cộng hòa Trung Phi (CAR). Bà là nữ bộ trưởng chính phủ đầu tiên của đất nước.
Trước khi tham gia chính trường, Marie-Josèphe từng làm giáo viên và nhân viên xã hội. Bà là một cố vấn cấp cao cho chính phủ của David Dacko trong những năm 1960, và vẫn được ưu ái sau khi Jean-Bédel Bokassa nắm quyền vào năm 1966. Bokassa bổ nhiệm bà vào nội các vào năm 1970, và bà vẫn ở lại văn phòng cho đến khi ông bị phế truất năm 1979, nắm giữ một số danh mục đầu tư khác nhau. Marie-Josèphe tái gia nhập chính trị vào năm 1993 với tư cách là thành viên độc lập của Quốc hội, và phục vụ cho đến khi bà qua đời.

## Đầu đời
Marie-Josèphe sinh ra ở thị trấn Ippy (nay thuộc quận Ouaka), con gái của Achille Petit-Jean (một kỹ sư khai thác người Bỉ) và Augustine Valagandede (một phụ nữ Banda gốc từ Mbrès). Cha bà đã rời khỏi đất nước trước khi bà được sinh ra, và chỉ thừa nhận bà là con gái của ông vài thập kỷ sau đó. Vì nền tảng chủng tộc hỗn hợp của mình, Marie-Josèphe được giáo dục bằng tiếng Pháp, theo học tại các trường học ở Bangui và Mbaïki do các nữ tu bàng giáo điều hành. Bà được cho thêm họ trong thời gian đi học, Jeannot, để xác định bà là người gốc châu Âu, nhưng lấy họ của chồng (Franck) sau khi kết hôn năm 1951.
Năm 1960, Marie-Josèphe nhận được học bổng từ chính phủ quốc gia để tham gia khóa đào tạo kinh tế gia đình tại Paris, trị giá 30.000 franc. Ban đầu, bà làm giáo viên khi trở lại CAR, nhưng vào tháng 10 năm 1961 tham gia bàng vụ dân sự với tư cách là trợ lý xã hội. Vào tháng 10 năm 1962, Tổng thống David Dacko đã bổ nhiệm Marie-Josèphe vào Hội đồng Kinh tế và Xã hội của ông, nơi bà phục vụ cho đến tháng 1 năm 1966. Vào tháng 2 năm 1964, ông cũng làm người đứng đầu Dịch vụ vì sự tiến bộ của phụ nữ, một cơ quan chính phủ mới chuyên cải thiện vị thế của phụ nữ trong xã hội Trung Phi. Marie-Josèphe tiếp tục được thăng chức vào tháng 10 năm 1965, trở thành Giám đốc các vấn đề xã hội. Vào tháng 3 năm 1967, bà được bổ nhiệm vào ủy ban quốc gia khai mạc của Hội Chữ thập đỏ Trung Phi.

## Chính trị và cuộc sống sau này
Vào tháng 1 năm 1965, Marie-Josèphe được bầu làm chủ tịch của Liên minh Féminine Centrafricaine (UFCA; "Hiệp hội Phụ nữ Trung Phi"), một vị trí mà bà sẽ giữ cho đến khi qua đời. UFCA đã được thành lập vào năm trước với tư cách là bộ phận phụ nữ của MESAN, đảng chính trị hợp pháp duy nhất tại thời điểm đó. Vào tháng 2 năm 1970, Marie-Josèphe được bầu làm Ngoại trưởng về các vấn đề xã hội trong chính phủ của Tổng thống Jean-Bédel Bokassa, người đã nắm quyền lực vào tháng 1 năm 1966. Bà là nữ bộ trưởng chính phủ đầu tiên của CAR, và ở trong nội các hơn chín năm, chỉ khởi hành vào tháng 9 năm 1979 khi Bokassa bị phế truất. bà đã nắm giữ một số danh mục đầu tư và chức danh khác nhau trong thời gian ở văn phòng, tại nhiều điểm khác nhau chịu trách nhiệm về các vấn đề xã hội, giáo dục và sự tiến bộ của phụ nữ.
Marie-Josèphe trở lại chính trị tại cuộc tổng tuyển cử năm 1993, giành chiến thắng trong cuộc bầu cử Quốc hội với tư cách độc lập và đứng trong khu vực bầu cử của Mbrès. Bà được bầu lại tại cuộc bầu cử năm 1998, nhưng qua đời tại văn phòng vào tháng 12 năm 2001, khi đang điều trị y tế ở Paris. Thi thể của bà đã được đưa trở lại CAR, và bà nằm trong nhà nước tại các tòa nhà Quốc hội trong hai ngày trước khi được chôn cất tại ngôi làng quê nhà. Tang lễ của bà có sự tham dự của Tổng thống Ange-Félix Patassé và nhiều quan chức chính phủ khác.

## Cuộc sống cá nhân
Năm 1951, ở tuổi 18, Marie-Josèphe kết hôn với Antonio Franck, một bàng chức gốc từ Trung Congo. Họ có bảy đứa con với nhau, bốn đứa con trai và ba đứa con gái. Antonio Franck cũng trở thành một bộ trưởng dưới thời Tổng thống Bokassa, vào nội các ba năm trước khi vợ ông. Hai người ly dị vào năm 1973, và Marie-Josèphe sau đó đã tái hôn với André Zani-Fé Touam-Bona, một bộ trưởng khác của Bokassa.